# Kelly Key
Kelly de Almeida Afonso, beter bekend als Kelly Key, (Rio de Janeiro, 3 maart 1983) is een Braziliaanse zangeres.

## Discografie

### Studioalbums
- 2001: Kelly Key
- 2003: Do Meu Jeito
- 2005: Kelly Key
- 2006: Por Que Não?
- 2008: Kelly Key

### Spaanse albums
- 2002: Kelly Key en Español

### Livealbums
- 2004: Kelly Key - Ao Vivo

### Compilaties
- 2002: Remix Hits
- 2007: 100% Kelly Key